# Mahara Island
Mahara Island ist eine Insel im Lake Manapouri, der Region Southland, im Süden der Südinsel von Neuseeland.

## Geographie
Mahara Island befindet sich im südöstlichen Teil des Lake Manapouri und liegt zusammen mit einigen kleineren Inseln rund 345 m vor der Ostseite des Eingangs zum Hope Arm, einem der vier Nebenarmen des Sees. Die Insel besitzt eine Länge von rund 585 m in Nordnordost-Südsüdwest-Richtung und eine maximale Breite von rund 455 m in Ost-West-Richtung. Bei einer Seehöhe von 178 m ragt die Insel bis zu 67 m aus dem See heraus. Mahara Island umfasst eine Fläche von insgesamt 18,3 Hektar.
Neben den nördlich und südlich Mahara Island umgebenden Inseln ist rund 1,7 km westlich die Halbinsel Calderwood Peninsula zu finden und in gut einem Kilometer in östlicher Richtung die Insel Belle Vue Island. Rund 1,4 km nördlich schließt sich noch Holmwood Island an.
Die Insel ist gänzlich bewaldet.